# Lola Marsh
Lola Marsh — ізраїльський інді-поп-гурт з Тель-Авіва. Гурт створений як дует у 2013 році Гілом Ландау (гітари, клавішні) та Яель Шошана Коен (вокал), швидко підписав контракт з інді-лейблом Anova Music. Група випустила перший мініальбом You're Mine на Universal Records-Barclay у січні 2016 року.

## Історія
Гіл Ландау і Яель Шошана Коен познайомилися в Тель-Авіві через спільних друзів. Ідея створення гурту виникла на святкуванні дня народження Ландау в лютому 2011 року, коли учасники гурту почали грати пісні на старій гітарі батька Ландау.
Ландау і Шошана недовго зустрічалися під час формування гурту, але потім знову стали просто колегами.
Ландау і Коен писали та виконували пісні протягом 18 місяців, перш ніж залучили додаткових музикантів. Незабаром до них приєдналися Маті Гілад (бас), Рамі Оссервасер (гітара, клавішні), Декель Двір (ударні та семплери). Група почала виступати в місцевих клубах. Їх помітив провідний місцевий інді-лейбл Anova Music, який підписав контракт з гуртом.
Дует здобув популярність після виступу у 2014 році на Primavera Sound Festival.
У березні 2015 року група представила перший сингл «Sirens» через Nylon Magazine; Найлон сказав про пісню: «Остання пісня мрійливого бенду з Тель-Авіву „Sirens“ пропонує поворот на типовому солодкому, але жорсткому інді-звуку… Трек, здається, готовий для наступного фільму Квентіна Тарантіно». Пізніше пісня була представлена в американському телешоу Scream.
Другий сингл гурту, «You're Mine», випущений у травні 2015 року на лейблі Pigeons and Plane. Він зібрав понад шість мільйонів відтворень на Spotify і потрапив у топ-3 найвірусніших треків сервісу, а також у топ-3 рейтингу найпопулярніших треків Hype Machine.
Дебютний мініальбом Lola Marsh, You're Mine, випущений у січні 2016 року. Їхній третій сингл «She's a Rainbow» випущений у травні 2016 року. У березні 2017 року випущений сингл «Wishing Girl», який супроводжувався відео, знятим Галом Муджією. Дебютний альбом гурту Remember Roses вийшов у червні 2017 року на лейблах Universal Records-Barclay, Sony ATV, Verve та Anova Music.
Після випуску альбому група гастролювала по Європі та США, граючи на літніх фестивалях, таких як Paleo festival, Монреальський джазовий фестиваль, фестиваль Sziget.
У лютому 2018 року група випустила живу сесію, записану на Capitol Records в Лос-Анджелесі. Lola Marsh була представлена в програмі NPR The Austin 100 у березні 2018 року як частина події SXSW. Пізніше того ж місяця дует відіграв кілька концертів на SXSW.
Вони визнають вплив на свою музику Суфджана Стівенса, Ніну Сімон, Fleet Foxes, Елвіса, The Moody Blues, Bon Iver, MGMT і LCD Soundsystem.
Їхній другий альбом Someday Tomorrow Maybe вийшов у січні 2020 року. Їхні кліпи «Echoes» та «Only for a Moment» відзначені міжнародним фестивалем Berlin Music Video Awards у 2020 році. Кліп «Echoes» знятий у Києві, в інтер'єрах київського Палацу культури ім. Королева. «Echoes» здобув нагороду у категорії «Найкраща пісня» та «Only for a Moment» посів друге місце в категорії «Краща операторська робота».

## Дискографія

### Студійні альбоми
- Remember Roses (2017)
- Someday Tomorrow Maybe (2020)

### Мініальбоми
- You're Mine (2016)